# Зыковский сельсовет (Красноярский край)
Зыковский сельсовет — сельское поселение в Берёзовском районе Красноярского края.
Административный центр — село Зыково.

## Население
1. Н/Д[3]

## Состав сельского поселения
| № | Населённый пункт | Тип населённого пункта       | Население |
| - | ---------------- | ---------------------------- | --------- |
| 1 | Зыково           | село, административный центр | ↗5924     |
| 2 | Кузнецово        | деревня                      | 1096      |
| 3 | Лукино           | деревня                      | ↘210      |

## Местное самоуправление
Зыковский сельский Совет депутатов
Дата избрания: 14.03.2010. Срок полномочий: 5 лет. Количество депутатов: 10